# Pictichromis caitlinae
Pictichromis caitlinae är en fiskart som beskrevs av Allen, Gill och Erdmann 2008. Pictichromis caitlinae ingår i släktet Pictichromis och familjen Pseudochromidae. Inga underarter finns listade i Catalogue of Life.